# Fistball Association of Namibia

Logo des Verbandes bis Mitte der 2000er Jahre

Die Fistball Association of Namibia (bis Mitte der 2010er Jahre offiziell Faustball Verband Namibia) ist die Dachorganisation des Faustball in Namibia. Er ist als einer von nur elf afrikanischen Verbänden Mitglied der International Fistball Association.

## Geschichte
Bereits in der deutschen Kolonialzeit entwickelte sich der Faustballsport in Namibia. 1967 wurde der Vorgängerverband des heutigen Namibia Faustball Verband, der Verband der Südwestafrikanischen Faustballspieler gegründet. Zur gleichen Zeit wurde die erste Liga organisiert und Länderspiele finden seit 1968 statt. Mit der Faustball-Weltmeisterschaft 1995 und der Faustball-U18-Weltmeisterschaft 2009 richtete der namibische Faustballverband bisher zwei internationale Turniere aus. Eine Frauenmannschaft und eine U18-Herren-Jugendmannschaft wurden erstmals 2001 auf internationaler Ebene aktiv.

## Liga
Der Verband organisiert jährlich vier verschiedene Männer-Faustball-Ligen:
- National A-League (höchste Spielklasse)
- National B-League (zweithöchste Spielklasse)
- National U18-League (Spielklasse der U18)
- Mini U14-League (Spielklasse der U14)

## Vereine
In den namibischen Faustballligen spielen fünf verschiedene Vereine, die jeweils bis zu vier Teams pro Liga stellen.
- SK Windhoek aus Windhoek (Meister 1991–1994 und 1996–2015)
- Cohen Faustball Club aus Windhoek (Meister 1995 und 2016–2022)
- SFC aus Swakopmund
- Ramblers Club aus Windhoek
- Deutscher Turn- und Sportverein aus Windhoek

## Nationalmannschaft
Die namibischen Faustballnationalmannschaften zählen zu den führenden Mannschaften im internationalen Faustball.
- Faustballnationalmannschaften der Männer
- Die Frauen haben bei der Faustball-Weltmeisterschaft 2006 den 5. Platz belegt.
- Die weibliche Jugend U18 hat bei der Faustball-Weltmeisterschaft 2009 den 5. Platz belegt.
- Die männliche Jugend unter 18 Jahren hat bei der Faustball-Weltmeisterschaft 2006 den 8. Platz, 2009 den 6. Platz und 2010 den 5. Platz belegt.